# Debeli Lug (okręg toplicki)
Debeli Lug (cyr. Дебели Луг) – wieś w Serbii, w okręgu toplickim, w gminie Žitorađa. W 2011 roku liczyła 25 mieszkańców.